# Йохан фон Грайфенклау цу Фолрадс
Йохан (Ханс) фон Грайфенклау цу Фолрадс (на немски: Yohann (Hans) von Greiffenclau zu Vallrads; † между 1485 и 1488) от стария благороднически род Грайфенклау в Рейнгау в днешен Хесен, е господар на Фолрадс, губернатор на Фалай на Рейн, вицедом на Рейнгау в Курфюрство Майнц (1467 – 1480), наследява тамошните собствености.

## Биография
Той е големият син и наследник на рицар Фридрих фон Грайфенклау (1401; † 1459 или 1462) и съпругата му Алайд фон Лангенау († ок. 1453), дъщеря на Вирих III фон Лангенау († пр. 1411) и Кристина фон Мекенхайм († сл. 1428). Внук е на Фридрих фон Грайфенклау, господар на Епелборн († ок. 1419), и съпругата му Ирмгард фон Ипелбрун († 31 декември 1425), дъщеря наследничка на Фридрих фон Ипелбрун († 1425) и Аделхайд фон Бопард († 31 декември 1425). Потомък е на Фридрих фон Грайфенклау, господар на Фолрадес († 21 април 1351) и Катарина фон Щайн († сл. 1339); и на Конрад цум Фолрадс († пр. 1306) и съпругата му фон Винкел, дъщеря на Фридрикус диктус Грифенклау († пр. 1297) и Кунегундис Юде († сл. 1297). Брат е на Фридрих Грайфенклау фон Фолрадс († 1480), господар на Епелборн на Саар. Сестра му Ирмгард († сл. 1468) е омъжена на 12 септември 1446 г. за Еберхард II фон Хоенфелс-Райполтскирхен († сл. 1464). Сестра му Гертруд († 10 август 1502) се омъжва 1444 г. за хофмаршала на Курпфалц Волфганг Кемерер фон Вормс (* 4 септември 1426; † 20 септември 1476). Сестра му Маргарета е орден-сестра в манастир Тифентал. Сестра му Кристина е абатиса на Мариенберг при Бопард. Сестрите му Изенгард и Катарина са в Свещен орден в Мариенберг.
Баща му става през 1456 г., след поклонение в Светите земи, като вдовец францисканец в манастир „Св. Сабина“ на остров Дакса при Дубровник.
В началото на 14 век фамилията Грайфенклау наследява господарите фон Винкел с дворец Фолрад в Рейнгау. Йохан наследява баща си и умира между 1485/1488 г. Погребан е във Винкел, днес част от Оещрих-Винкел в Рейнгау.

## Фамилия
Йохан (Ханс) фон Грайфенклау цу Фолрадс се жени на 14 декември 1455 г. за Клара фон Ратзамхаузен († сл. 14 ноември 1515), дъщеря на Хайнрих I фон Ратзамхаузен, сеньор на Шâтовуé († 1 октомври 1449) и Мария Хазе фон Диблих. Те имат единадесет деца:
- Ханс Грайфенклау фон Фолрадс († между 11 юни 1502 – 1506), женен 1487 г. за Ева фон Елтц († сл. 27 март 1509)
- Фридрих Грайфенклау цу Фолрадс († 12 май 1529), губернатор на Фалай на Рейн, женен на 24 август 1503 г. за Анна фон Щаден († 11 септември 1554)
- Елизабет Грайфенклау фон Фолрадс († сл. 1470)
- Рихард фон Грайфенклау цу Фолрадс (* 1467; † 13 март 1531), архиепископ и курфюрст на Трир (1511 – 1531)
- Еберхард Грайфенклау фон Фолрадс († 16 октомври 1489/1493)
- Кристина Грайфенклау фон Фолрадс († 14 ноември 1515/1524), омъжена за Йохан фон Насау-Шпуркенбург († 1547/1533)
- Изенгард Грайфенклау фон Фолрадс († 1497)
- Алайд Грайфенклау фон Фолрадс († 1524)
- Гертруд Грайфенклау фон Фолрадс († сл. 1491)
- Маргарета Грайфенклау фон Фолрадс († сл. 1491)
- Клара Грайфенклау фон Фолрадс († сл. 1470)